# Aphaniosoma similis
Aphaniosoma similis är en tvåvingeart som beskrevs av Ebejer 2007. Aphaniosoma similis ingår i släktet Aphaniosoma och familjen gulflugor.
Artens utbredningsområde är Mongoliet. Inga underarter finns listade i Catalogue of Life.